# 보고 싶은 밤
《보고 싶은 밤 구은영입니다》는 MBC 표준FM의 라디오 프로그램이다. 오전 2시부터 오전 4시까지 방송되었으며, 구은영 아나운서가 진행을 맡았다.
2014년 11월 17일 방송을 끝으로 6년 만에 이 프로그램은 폐지되었다.

## 역사
2008년 10월 14일 손정은 아나운서가 처음 진행을 맡은 이후, 심야 음악 프로그램으로 방송되었다. 2010년 가을 개편으로 손정은 아나운서가 하차 함에 따라 2010년 10월 19일부터 후임으로 구은영 아나운서가 2014년 11월 17일까지 진행하였다. 처음엔 오전 2시부터 오전 4시까지 2시간 동안 방송되었으나 2011년 5월 9일 봄 개편 이후 오전 3시로 이동하고, 방송 시간도 1시간으로 축소되었다. 하지만 2011년 MBC 라디오 가을 개편으로 오전 3시에서 오전 4시 55분까지 2시간으로 확대되었다. 그러다 2012년 1월 2일부로 부분조정으로 인해 1시간 축소가 되었으며 2013년 3월 25일 mbc 라디오 봄 개편으로 인해 조PD의 새벽다방이 폐지되면서 다시 오전 4시 55분까지 확대되었고, 2013년 9월 2일 가을 개편으로 인해 시작 시간을 오전 2시로 이동하였다. 방송시간 2시간은 변하지 않았다.

## 코너

#### 월요일 ~ 금요일
- 사연과 신청곡
- 있잖아요
- 너도 들어봤으면
- 추억의 명곡

#### 토요일
- 잠 못드는 밤, 왜?! (with 일락)
  - 깊은 밤, 잠 못드는 수많은 이유 중에 한 가지를 정해 그에 대한 사연과 이야기를 나누는 코너
- 보밤 스페셜
  - 한 가지 주제에 대한 다양한 음악들을 들어보는 코너

#### 일요일
- 이야기의 재발견 (with 김세윤)
  - 한 명의 이야기꾼과 함께 여러 가지 이야기들을 나누는 코너
- 한국 대중 음악 100
  - 한국대중음악 100대 명반으로 선정된 앨범들 중 한 앨범에 수록된 모든 곡들을 들어보는 코너

## 지역 자체방송
오전 3시부터 시작하는 2부는 전국에서 청취가 가능하나
1부는 자체 프로그램을 방송하는 대전문화방송에서는 청취할 수 없다.
| 프로그램명.시간                 | 방송지역                             | 방송국       | 진행자 | 주파수                 |
| ------------------------------- | ------------------------------------ | ------------ | ------ | ---------------------- |
| 음악이 있는 밤(월-금 2:00~3:00) | 대전광역시, 충청남도, 세종특별자치시 | 대전문화방송 | 유지은 | FM 92.5MHz, FM 91.3MHz |
| 낭만에 대하여(토-일 2:00~3:00)  | 대전광역시, 충청남도, 세종특별자치시 | 대전문화방송 | 박상희 | FM 92.5MHz, FM 91.3MHz |

## 정파
- 매달 첫째주 월요일 새벽(일요일에서 월요일로 넘어가는 새벽)에는 MBC 표준FM의 정파로 인해 방송되지 않는다.